# Röthenbach (Singold)
Der Röthenbach ist ein etwa 13 km langer Bach in den bayerischen Landkreisen Ostallgäu und Augsburg, der beim Ortsteil Langerringen der gleichnamigen Gemeinde von links und Süden in die Singold mündet.

## Geographie

### Verlauf
Der Röthenbach fließt auf wenig über 610 m ü. NHN aus dem Großkitzighofer Moos, das in einem südlichen Zipfel des Lamerdingener Gemeindegebietes liegt und unter Biotopschutz steht. Von Anfang bis Ende seines Laufes fließt der Bach in ungefähr nördliche Richtung. Vor dem Ortsteil Kleinkitzighofen passiert er an dessen Ostrand das Waldstück Stocketheiligholz und speist auf wenig unter 600 m ü. NHN dicht nacheinander zwei Weiher von etwa 0,8 ha und etwa 2,8 ha Fläche. Durch das Pfarrdorf zieht der Röthenbach in zumeist offenem Lauf, jenseits der Siedlungsgrenze wechselt er dann bald aufs Gemeindegebiet von Langerringen über, wo er westlich des Schwabmühlhausener Riedfeldes erstmals auf etwas über 580 m ü. NHN inmitten einer kleinen Talmulde fließt, in welcher ihm einige kleinere Entwässerungsgräben zulaufen.
Weiter abwärts passiert er etwas im Osten die Einöde Schwabaich. Danach tritt er ins über 20 Hektar große Naturschutzgebiet um die Burghofweiher ein. Hier durchfließt er auf Höhen um 570 m ü. NHN den etwa 4,8 ha großen Oberen und den etwa 2,0 ha großen Unteren Weiher und speist einige kleinere Stillgewässer, die eher Lachen zu nennen sind, weil sie zuweilen austrocknen. Hier läuft ihm auch von links der Statzelbach zu, sein längster Zufluss. Danach fließt er in teils kerzengeradem Lauf durch die schon mit seinem Vorfluter Singold gemeinsame flache Talmulde zwischen dem Kirchdorf Westerringen links und dem sich längs der Singold streckenden Pfarrdorf Langerringen rechts. Etwas später liegt Siedlungsfläche von Langerringen auch links des Röthenbachs, die Talaue bleibt jedoch fast bebauungsfrei. Beim Gewerbegebiet am Nordwestrand Langerringens läuft der Bach unter einer Brücke der Bahnstrecke Buchloe–Augsburg hindurch und nimmt dann von links den Riedweilergraben auf. Gleich danach mündet der Röthenbach nach etwa 13 km Laufs von links und Süden in die Singold.

### Einzugsgebiet
Der Röthenbach entwässert 20–30 km² des Lechfeldes nordwärts zur Singold. Sein Einzugsgebiet fällt mit unter 1 % Gefälle sehr beständig nach Norden ab. In ihm läuft er selbst fast immer nahe dem östlichen Rand. Es ist im Osten begrenzt durch das unmittelbare Einzugsgebiet der nahen Singold, im Süden durch das ihres linken Zuflusses Schorenbach. Im Südwesten konkurriert der Schanzgraben zur Gennach, die dann selbst jenseits der restlichen Wasserscheide im Westen und Nordwesten das nächste Gewässer ist.
Die Wasserscheide ist nur im Osten gegenüber der Singold bis etwa zum Langerringener Burghof morphologisch deutlich ausgeprägt, überall sonst lassen beidseits abflusslose Gewässer auf Versickerung schließen oder es gibt weite Ebenen ohne Profil und Wasserläufe. Der letzte Zufluss Riedweilergraben, der westlichste Bach im System, ist wegen konsequenter Führung längs von Verkehrswegen anscheinend ein Kunstlauf, desgleichen dessen Zuflüsse; der natürliche Abfluss ist hier also unklar.

### Zuflüsse und Stillgewässer
auch höherer Ordnung, jeweils von dessen Ursprung zu dessen Mündung eingerückt unter dem Vorfluter. Mit Längen, Quell- und Mündungshöhen und Seeflächen.
Ursprung des Röthenbachs auf etwas über 610 m ü. NHN als Abfluss des Großkitzighofener Mooses, etwa 3,6 km südlich der Ortsmitte von Kleinkitzighofen.
- Speist auf wenig unter 600 m ü. NHN am Stocketheiligholz wenig südlich von Kleinkitzighofen zwei Weiher, ca. 0,8 ha und ca. 2,8 ha.
- Durchläuft auf rund 570 m ü. NHN südlich von Westerringen im zugehörigen Naturschutzgebiet zwei große Burghofweiher und speist einige unbeständige, Oberer Weiher ca. 4,8 ha, Unterer Weiher ca. 2,0 ha.
- Statzelbach, von links auf über 565 m ü. NHN nach den zwei großen Burghofweihern, ca. 8,7 km. Entsteht aus zwei ganz kurzen Quellästen auf etwa 607 m ü. NHN in den Großkitzighofener Krähenwiesen.
  - Kürzerer Oberlauf, von links auf unter 593 m ü. NHN etwas südöstlich von Lamerdingen am Gewann Kuhhaut, ca. 2,4 km. Entsteht auf über 606 m ü. NHN unweit des Ursprungs des Hauptastes im Oberen Moos.
- Riedweilergraben, von links auf etwa 557 m ü. NHN zwischen Bahnunterquerung und Mündung am Nordrand von Langerringen, ca. 6,9 km. Entsteht dicht an der Gennach auf etwa 583 m ü. NHN jenseits der Lamerdingener Kläranlage neben der Bahnstrecke Buchloe–Augsburg und folgt erst dieser, dann anderen Verkehrswegen bis zur Mündung.
  -  Zwei Teiche links des beginnenden Laufs, 0,6 ha und 0,2 ha.
  - Kreuterwiesengraben, von links auf etwa 572 m ü. NHN an der Bahnstrecke gegenüber dem Dorf Falkenberg, ca. 2,2 km. Fast ebensolanger linker Oberlauf, der auf etwa 580 m ü. NHN beim Badesee in der Langen Lüße entsteht. Folgt beständig Straßen und Feldwegen.
    -  Drei Weiher links des beginnenden Laufs, darunter der Badesee, 2,1 ha, 1,2 ha und 3,5 ha.

  - Moosbächle, von rechts auf etwa 558 m ü. NHN am Rand der Gewerbezone im Nordwesten von Langerringen, ca. 1,7 km. Entsteht auf über 565 m ü. NHN im Gewann Gemeindeteile und folgt am Rand einem Feldweg.

Mündung des Röthenbachs auf über 555 m ü. NHN am Nordrand des Ortsteils Langerringen der Gemeinde Langerringen von links und Süden in die Singold. Der Bach ist hier etwa 13,0 km lang.

### Ortschaften
am Lauf des Röthenbachs mit ihren Zugehörigkeiten. Nur die Namen tiefster Schachtelungsstufe bezeichnen Siedlungsanrainer.
- Landkreis Ostallgäu
  - Gemeinde Lamerdingen
    - Kleinkitzighofen (Pfarrdorf)
- Landkreis Augsburg
  - Gemeinde Langerringen
    - Schwabaich (Einöde, links auf dem Kamm)
    - Burghof (Einöde, rechts etwas jenseits des Kamms)
    - Westerringen (Kirchdorf, linker Hangfuß)
    - Langerringen (Pfarrdorf, rechts vor allem jenseits der Singold, später auch links)